# Sine qua non
Conditio sine qua non és una locució llatina originalment utilitzada com a terme legal per dir «condició sense la qual no». Es refereix a una acció, condició o ingredient necessari i essencial —de caràcter més aviat obligatori— perquè alguna cosa sigui possible i funcioni correctament.
En temps recents ha passat d'un ús merament legal a un ús més general en molts idiomes, fins i tot anglès, alemany, francès, italià, etc. En llatí tardà, que és com es va encunyar la locució, la fórmula empra conditio, però actualment la frase es troba de vegades amb la paraula condicio, que és la forma del llatí clàssic (en llatí clàssic, conditio només tenia el sentit de «fundació»); en català normalment s'utilitza aquesta locució amb aquesta paraula ja traduïda com a condició. La frase s'utilitza també en economia, filosofia i medicina.
En Dret Penal és usada aquesta expressió per fer referència a la relació de causalitat establerta entre una acció i el resultat final.
El plural d'aquesta expressió seria Condicions sine quibus non

Exemples
«El passaport és un requisit sine qua non per viatjar a aquest país» (= No es pot viatjar sense passaport).
«És una condició sine qua non ser major d'edat per participar» (= No poden participar menors).